# ジェームズ・L・ヴェナブル
ジェームズ・L・ヴェナブル（James L. Venable、1975年10月19日 - ）は、アメリカ合衆国の作曲家。

## 概要
1995年に作曲家として世に出た。1998年に『パワーパフガールズ』のオープニングテーマ「パワーパフガールズ・メインテーマ」を作曲し、その後『サムライジャック』や『フォスターズホーム』のオープニングやBGMを作曲した。

## 作品
テレビアニメ
- パワーパフガールズ（1998年 - 2004年、2008年）
- The Chimp Channel（1999年）
- Clerks: The Animated Series（2000年 - 2001年）
- サムライジャック（2001年 - 2004年）
- 3-South（2002年 - 2006年）
- ジェニーはティーン☆ロボット（2003年 - 2009年）
- フォスターズホーム（2004年 - 2009年）
- Cartoonstitute（2009年）
- パワーパフガールズ：ダンスパンツにご用心!（2014年）[1]

アニメ映画
- パワーパフガールズ・ムービー（2002年）

実写映画
- Cybersex Kittens（1995年）
- Repentance（1995年）
- Time Machine: A Complete History of the Green Berets（2000年）
- Tunnel Vision（2001年）
- ジェイ&サイレント・ボブ 帝国への逆襲（2001年）
- パワーパフガールズ・ムービー（2002年）
- 最'狂'絶叫計画（2003年）
- ユーロトリップ（2004年）
- 世界で一番パパが好き!（2004年）
- The Year of the Yao（2004年）
- Deuce Bigalow: European Gigolo（2005年）
- ヴェノム 毒蛇男の恐怖 Venom（2005年）
- 最終絶叫計画4（2006年）
- クラークス2/バーガーショップ戦記（2006年）
- Kickin' It Old Skool（2006年）
- The Last Day of Summer（2007年）
- Turok: Son of Stone（2008年）
- スーパーヒーロームービー!! -最'笑'超人列伝-（2008年）
- Bark or Bite（2008年）
- 恋するポルノ・グラフィティ（2008年）
- An American Carol（2008年）
- Frequently Asked Questions About Time Travel（2009年）
- I Hope They Serve Beer in Hell（2009年）
- Justice League: Crisis on Two Earths（2010年）
- 最終絶叫計画5（2013年）
- Jay & Silent Bob's Super Groovy Cartoon Movie（2013年）